# Metallurgstadion
Metallurgstadion är en stadion i Tursunzoda i västra Tadzjikistan. Stadion används till flera olika evenemang, men i huvudsak för sport och fotboll. Den är hemmastadion för en av Tadzjikistans mest framgångsrika klubbar, Regar-TadAZ Tursunzoda, som spelar i tadzjikiska ligan. Stadion har en kapacitet för 20 000 åskådare vilket gör den till en av de större i landet.
Vid kvalspelet till världsmästerskapet i fotboll 2014 användes arenan i en match mot Syrien och en mot Uzbekistan.